# 358

358(삼백오십팔)은 357보다 크고 359보다 작은 자연수다.

## 수학
- 합성수로, 그 약수는 1, 2, 179, 358이다. 진약수의 합은 182이므로, 358은 부족수다.
  - 113번째 반소수다. 앞의 반소수는 355, 다음 반소수는 361이다.
- {\displaystyle 358=47+53+59+61+67+71}
  - 연속하는 소수(素數) 6개의 합으로 나타낼 수 있으며, 이 성질을 지닌 앞의 수는 330, 다음 수는 384다.

## 과학
- NGC 358(영어판): 카시오페이아자리 방향에 있는 성군.

## 교통
- 국도 제358호선
  - 일본 358번 국도: 야마나시현 미나미쓰루군 후지카와구치코정에서 고후시까지 이어지는 일본의 국도.
- 기타 도로
  - 358번 지방도: 경기도 김포시 대곶면 초원지리에서 고양시 덕양구 관산동까지 이어지는 대한민국의 지방도.
  - 현도 제358호선

## 군사
- U-358(영어판, 독일어판): 제2차 세계 대전에 사용된 나치 독일의 군용 잠수함.

## 문화유산
- 대한민국의 보물 제358호: 원주 영전사지 보제존자탑
- 대한민국의 사적 제358호: 파주 소령원

## 기타
- 연도: 358년, 기원전 358년
- Hoa358